# Servigney
Servigney é uma comuna francesa na região administrativa de Borgonha-Franco-Condado, no departamento de Alto Sona. Estende-se por uma área de 5,78 km². Em 2010 a comuna tinha 123 habitantes (densidade: 21,3 hab./km²).